# Chris Blache
Chris Blache, est une anthropologue urbaine et socio-ethnographe française. Elle est spécialiste des questions d'égalité dans la ville. Elle a notamment participé au collectif Les MonumentalEs, chargé du réaménagement des places du Panthéon et de la Madeleine, à Paris.

## Biographie

### Formation
Chris Blache obtient une licence de psychologie à Paris VI. Par la suite, elle effectue un Master de musique au Conservatoire de New York. Elle conclut ses études par un MBA à l'ESCP/EAP. Après ce parcours éclectique, Chris Blache travaille dans la production audiovisuelle de 1988 à 1996.

### Genre et Ville
En 2012, elle fonde avec Pascale Lapalud le bureau d'études Genre et Ville. Par ce groupe de réflexion et d'action, elles entendent repenser la ville de manière plus égalitaire et inclusive. Elles déconstruisent les pratiques et normes de genre constatant que les femmes sont soumises à de nombreuses contraintes dans la ville et ont tendance à occuper l'espace d'une autre façon que les hommes. Chris Blache constatent que les femmes occupent l'espace public pour des tâches déterminées et ont moins tendance à y flâner contrairement aux hommes. En observant les comportements des personnes dans la rue, Chris Blache remarque que les normes de genre induisent des comportements différents selon les sexes. De ces constats, Chris Blache élabore des stratégies et des outils permettant de porter l'égalité entre les femmes et les hommes. Un guide pour garantir l’égalité dans les logements est publié à la suite des travaux menés dans la ville de Villiers-le-Bel.

### Les MonumentalEs
Chris Blache participe au collectif Les MonumentalEs chargé du réaménagement des places du Panthéon et de la Madeleine, à Paris.

## Engagement féministe
Chris Blache participe, aux côtés d'Alice Coffin, au collectif La Barbe.

## Réalisations
- Des femmes réinventent la ville. Dix ans de parcours filles-femmes, Les Petits Matins, 2014[3].
- Réaménagement des places du Panthéon et de la Madeleine, à Paris.